# Palacio Quemado

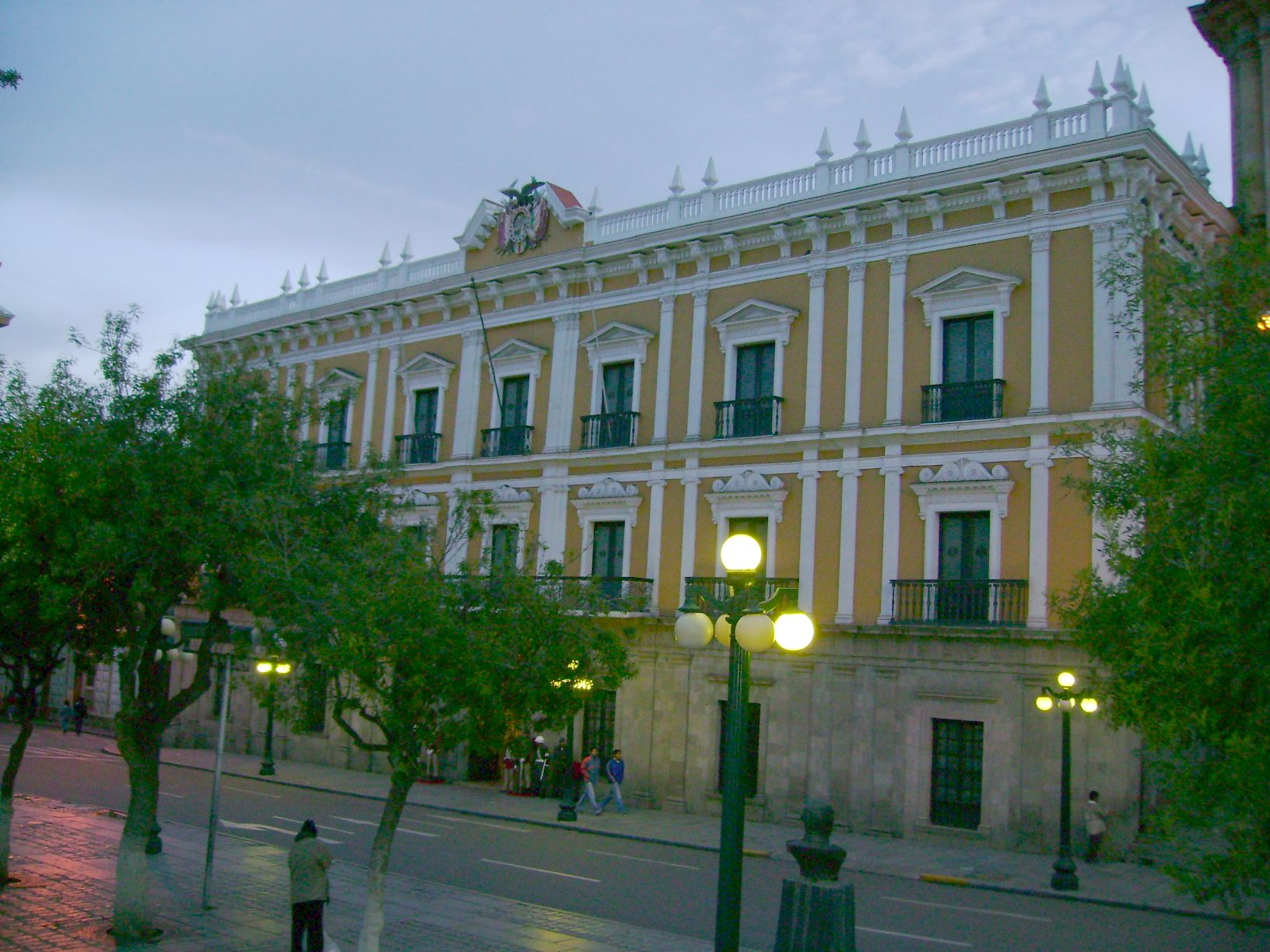
Palacio Quemado, La Paz

Palacio Quemado – siedziba rządu i prezydenta republiki Boliwii, zlokalizowana przy Placu Murillo w śródmieściu La Paz. Nazwa Palacio Quemado oznacza Spalony Pałac, a została ona nadana po spaleniu pałacu podczas powstania w latach 60. XIX wieku. Obok znajduje się zabytkowa katedra, a naprzeciwko Pałac Ustawodawczy, w którym obraduje boliwijski Kongres.